# Ares Borghese
Ares Borghese – starożytna rzeźba marmurowa, znajdująca się w zbiorach Luwru.
Posąg ma 2,11 m wysokości. Przedstawia nagiego wojownika stojącego w pozie frontalnej, z hełmem na głowie. Na prawej kostce ma nałożoną bransoletę, w ręku trzymał zaś niezachowaną do czasów współczesnych włócznię. Johann Joachim Winckelmann, a za nim większość badaczy, dopatrywał się w przedstawionej postaci boga Aresa. Natomiast Ennio Quirino Visconti i Frédéric de Clarac identyfikowali go jako Achillesa.
Na początku XVII wieku rzeźba znajdowała się w zbiorach kolekcjonera antyków Tiberio Ceoli, skąd nabył ją w 1607 roku kardynał Scipione Borghese. W 1807 roku została odkupiona przez Napoleona Bonaparte i umieszczona w zbiorach Luwru.
Rzeźba uważana jest za pochodzącą z początku naszej ery rzymską kopię zaginionego brązowego oryginału greckiego z okresu klasycznego. Według hipotezy wysuniętej przez Alexandra Conze Ares Borghese jest kopią wzmiankowanego przez Pauzaniasza (Wędrówka po Helladzie I 8,4) posągu dłuta Alkamenesa, stojącego w świątyni Aresa na ateńskiej Agorze. Nie zgadza się z tym jednak Kim J. Hartswick, według którego rzeźba jest jedynie klasycyzującym dziełem neoattyckiego artysty rzymskiego z czasów Augusta.